# Anne d'Alençon
Anne d'Alençon, född 1492, död 1562, var en italiensk adelskvinna, markisinna av Montferrat mellan 1508 och 1518 som gift med markis Guglielmo IX av Montferrat.
Hon var ställföreträdande regent i Montferrat för sin son Boniface IV av Montferrat under hans omyndighet mellan 1518 och 14530. 